# Internationale Kurzfilmtage Oberhausen 2014

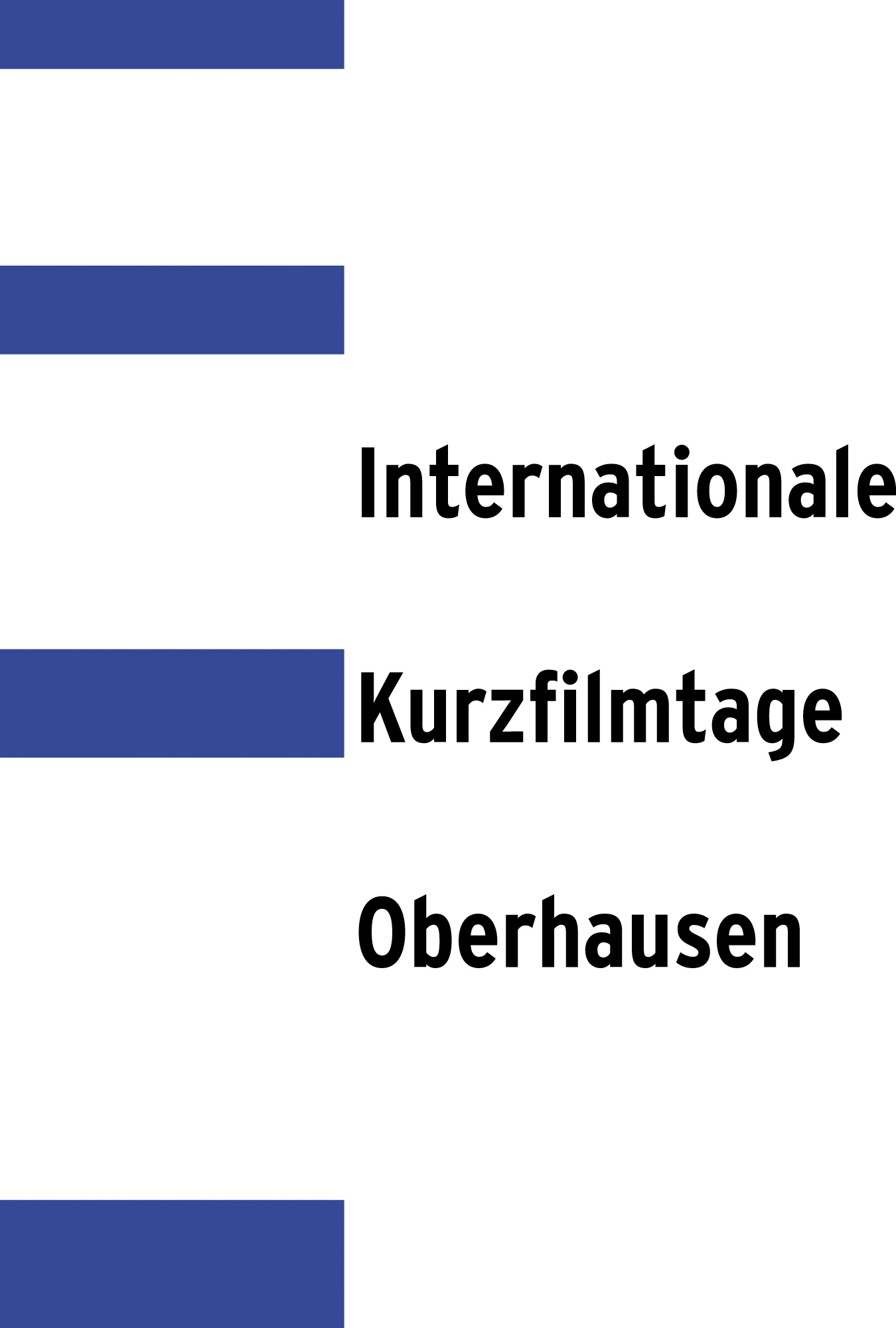
Logo

Die 60. Internationalen Kurzfilmtage Oberhausen 2014 fanden vom 1. bis 6. Mai in der Oberhausener Lichtburg statt. Das Thema Memories Can’t Wait – Film without Film wurde kuratiert von Mika Taanila. Profile behandelten Wojciech Bąkowski, Aryan Kaganof, Mara Mattuschka und Deimantas Narkevičius.

## Preisträger: Internationaler Wettbewerb

### Internationale Jury

#### Großer Preis der Stadt Oberhausen
La Estancia, Federico Adorno (Paraguay)

#### Hauptpreis
Gangster Backstage, Teboho Edkins (Frankreich/Südafrika)

#### ARTE-Preis für einen europäischen Kurzfilm
Epistrofi stin odo Aiolou, Maria Kourkouta (Frankreich/Griechenland)

#### Lobende Erwähnungen
Night Is Coming: Threnody for the Victims of Marikana, Aryan Kaganof (Südafrika)
Konrad & Kurfürst, Esther Urlus (Niederlande)
Măt trói đen, Truong Quê Chi (Frankreich/Vietnam)

### Jury desMinisteriums für Familie, Kinder, Jugend, Kultur und Sport des Landes Nordrhein-Westfalen

#### Erster Preis
River Plate, Josef Dabernig (Österreich)

#### Zweiter Preis
Tremor, Ricardo Alves junior (Brasilien)

### FIPRESCI-Jury

#### Preis
Just Like Us, Jesse McLean (Vereinigte Staaten)

### Ökumenische Jury

#### Preis
Neeuklidinė Geometrija, Škirmanta Jakaitė und Solveiga Masteikaite (Litauen)

#### Lobende Erwähnung
Two Films About Loneliness, Christopher Eales und Will Bishop-Stephens (Vereinigtes Königreich)

### Zonta-Preis für eine Filmemacherin aus dem Internationalen oder deutschen Wettbewerb
A Million Miles Away, Jennifer Reeder (Vereinigte Staaten)

## Preisträger: Deutscher Wettbewerb

### Preis für den besten Beitrag
Sieben Mal am Tag beklagen wir unser Los und nachts stehen wir auf, um nicht zu träumen, Susann Maria Hempel

### 3sat-Förderpreis
Imraan, c/o Carrom Club, Udita Bhargava

### Lobende Erwähnungen
L’Amour sauvage, Lior Shamriz
Das satanische Dickicht – EINS, Willy Hans

## Preisträger:NRW-Wettbewerb

### NRW-Jury

#### Preis für den besten Beitrag
El carro azul, Valerie Heine

#### Förderpreis
Molly und Andy, Ceci Leal

#### Lobende Erwähnung
Sonntag, Büscherhöfchen 2, Miriam Gossing und Lina Sieckmann

### West-ART-Zuschauerjury

#### Preis
Good Soil, Sebastian Lemke

## Preisträger: Kinder- und Jugendfilm-Wettbewerb

### Kinderjury

#### Preis
Fatima, Naima Mohamud (Finnland)

#### evo-Förderpreis
Alles mag, Steven Wouterlood (Niederlande)

#### Lobende Erwähnung
Dirty Laundry, Aaron Martinez (Vereinigte Staaten)

### Jugendjury

#### Preis
Jamey’s Gevecht, Denise Janzée (Niederlande)

#### Lobende Erwähnung
Solecito, Oscar Ruiz Navia (Kolumbien/Dänemark/Frankreich)

### Ökumenische Jury

#### Prädikat
Vloeibaar Staal, Flynn von Kleist (Niederlande)

## Preisträger: 15. MuVi-Preis für das beste deutsche Musikvideo

### 1. Preis
Der Investor (Die Goldenen Zitronen), Ted Gaier, Katharina Duve und Timo Schierhorn

### 2. Preis
UNSERHAUS for the New Era (Masahiro Miwa), Noriyuki Kimura

### MuVi-Online-Publikumspreis
Easy or Not (Tim Neuhaus ft. Kat Frankie), Dietrich Brüggemann

## MuVi-Preis
Am 3. Mai fand die 16. „MuVi“-Preisverleihung statt. Bis zum 2. Mai konnte online für den 14. Publikumspreis abgestimmt werden, der mit 500 Euro dotiert war.

### Kandidaten
Aus 196 Einreichungen für das beste deutsche Musikvideo wurden zwölf Videos ausgesucht.
| Titel                         | Band                           | Regisseur(e)                                  | Produzent(en)                                 | Jahr | Dauer |
| ----------------------------- | ------------------------------ | --------------------------------------------- | --------------------------------------------- | ---- | ----- |
| Carmin                        | Aurat                          | Markus Frohnhöfer                             | Markus Frohnhöfer                             | 2013 | 3:21  |
| Cream Theme                   | Mouse on Mars                  | Zeitguised                                    | Zeitguised                                    | 2014 | 2:45  |
| Der Investor                  | Die Goldenen Zitronen          | Ted Gaier, Katharina Duve und Timo Schierhorn | Ted Gaier, Katharina Duve und Timo Schierhorn | 2013 | 4:08  |
| Easy or Not                   | Tim Neuhaus ft. Kat Frankie    | Dietrich Brüggemann                           | Dietrich Brüggemann                           | 2013 | 3:51  |
| Einundzwanzig                 | Jan Roth                       | Martin Eichhorn und Daniel Spindler           | Sinnbus                                       | 2013 | 3:59  |
| Giddy                         | Perera Elsewhere ft. Gonjasufi | Pussykrew                                     | Pussykrew                                     | 2013 | 3:51  |
| Live Young                    | Diamond Version                | Diamond Version-TV                            | Diamond Version-TV                            | 2013 | 3:24  |
| No Lesson Learned             | Mary Ocher                     | Mary Ocher und Tom Plate                      | Mary Ocher und Tom Plate                      | 2013 | 2:28  |
| Terror of the District        | beißpony                       | Stephanie Müller                              | Splittergruppe                                | 2014 | 5:44  |
| Transcendental Animal Numbers | Jan St. Werner                 | Jan St. Werner                                | Jan St. Werner                                | 2013 | 6:27  |
| UNSERHAUS for the New Era     | Masahiro Miwa                  | Noriyuki Kimura                               | Noriyuki Kimura                               | 2014 | 5:01  |
| Verstrahlt                    | Dagobert                       | Klaus Lemke                                   | Henning Gronkowski                            | 2013 | 3:38  |

### Handlungen
Carmin
Eine Collage aus vielen bunten Found-Footage-Aufnahmen.
Cream Theme
Ein Farb- und Formenmix in Staccato.
Der Investor
In einem alten Bahnhof findet einen Modenschau statt.
Easy or Not
In einem grauen Pullover stecken ein Mann und eine Frau.
Einundzwanzig
Studie zu diversen Objekten.
Giddy
Was wohl alles unter bzw. über Wasser geschehen könnte?
Live Young
Die Werbung und das Erwachsenwerden.
No Lesson Learned
Ein animierter Geschichte des Mittelalters.
Terror of the District
Eine Frau entdeckt ihre Umgebung.
Transcendental Animal Numbers
Die Frequenzen der Musik werden zu Farbe.
UNSERHAUS for the New Era
Eine Kamera nimmt mehrere Tage lang ein Zuhause auf.
Verstrahlt
Dagobert geht auf die Straße und singt.